# 5343 Ryzhov
5343 Ryzhov este un asteroid din centura principală de asteroizi.

## Descriere
5343 Ryzhov este un asteroid din centura principală de asteroizi. A fost descoperit pe 23 septembrie 1977 la Observatorul de Astrofizică din Crimeea de Nikolai Cernîh. El prezintă o orbită caracterizată de o semiaxă mare de 2,27 ua, o excentricitate de 0,13 și o înclinație de 8,3° în raport cu ecliptica.